# Koulor
Koulor est une localité du Sénégal, située dans le département de Goudiry et la région de Tambacounda, dans l'est du pays.
C'est le chef-lieu de la communauté rurale du même nom, ainsi que de l'arrondissement de Koulor depuis la création de celui-ci par un décret du 10 juillet 2008. 
On y dénombre 1 185 personnes et 129 ménages.